# Garry Monahan
Garry Michael Monahan (Barrie, 20 ottobre 1946) è un ex hockeista su ghiaccio canadese.
Egli fu la prima scelta assoluta nella storia del primo Draft NHL, quando ancora si chiamava Amateur Draft. Nel corso della carriera giocò per 12 stagioni nella National Hockey League.

## Carriera
Monahan fu la prima scelta assoluta da parte dei Montreal Canadiens in occasione dell'NHL Amateur Draft 1963, quando ancora era sedicenne. Nella stagione successiva giocò con i St. Michael's Buzzers di Toronto prima di passare l'anno dopo al livello A dei campionati giovanili con la maglia dei Peterborough Petes, squadra della Ontario Hockey Association per la quale giocò dal 1964 al 1967. In totale con i Petes giocò 172 partite, raccogliendo 138 punti di cui 51 reti.
Debuttò in National Hockey League con Canadiens nel corso della stagione 1967-68, giocando tuttavia la maggior parte dell'anno con la squadra affiliata in Central Hockey League, gli Houston Apollos. La stagione successiva giocò invece in American Hockey League con i Cleveland Barons. Monahan nel giugno del 1969 fu ceduto ai Detroit Red Wings in un movimento di mercato che portò i Canadiens a ingaggiare Peter Mahovlich. Monahan non ebbe abbastanza spazio e mise a segno pochi punti, perciò prima della fine dell'anno fu ceduto ai Los Angeles Kings, dove ottenne solo 3 punti in 21 gare giocate.
Nell'estate del 1970 Monahan fu coinvolto in un altro scambio che lo portò a vestire la maglia dei Toronto Maple Leafs in cambio del futuro capitano e allenatore dei Kings Bob Pulford. Monahan trovò maggior spazio all'interno della rosa di Toronto con il ruolo di attaccante difensivo, giocando per quattro stagioni con un totale di 127 punti in 328 partite disputate. Dopo la prima gara della stagione 1974-75 Monahan passò ai Vancouver Canucks, squadra con cui rimase fino al 1978 stabilendo il primato personale di punti in una stagione al termine del campionato 1976-77: 18 reti per un totale di 44 punti. Concluse la sua carriera in NHL nel 1979 dopo 12 stagioni ancora con la maglia dei Maple Leafs, giocando quell'anno 62 partite. Nelle tre stagioni successive si trasferì in Giappone, dove vinse un campionato prima di ritirarsi nel 1982.

## Palmarès

### Club
- Campionato giapponese: 1

Seibu Bears Tokyo: 1980-1981